# Balmberg
Balmberg är ett bergspass i Schweiz. Det ligger i distriktet Lebern och kantonen Solothurn, i den centrala delen av landet, 40 km norr om huvudstaden Bern. Toppen på Balmberg är 1 079 meter över havet.